# Lista de estações do Metro de Helsínquia
O Metro de Helsínquia é constituído por uma linha com a forma de um Y com 30 estações; a linha principal, antes da biforcação, circula entre a cidade e os subúrbios a Este. Divide-se depois da estação de Itäkeskus. As seis estações no centro de Helsínquia são subterrâneas, enquanto que as restantes são à superfície.

## Linha

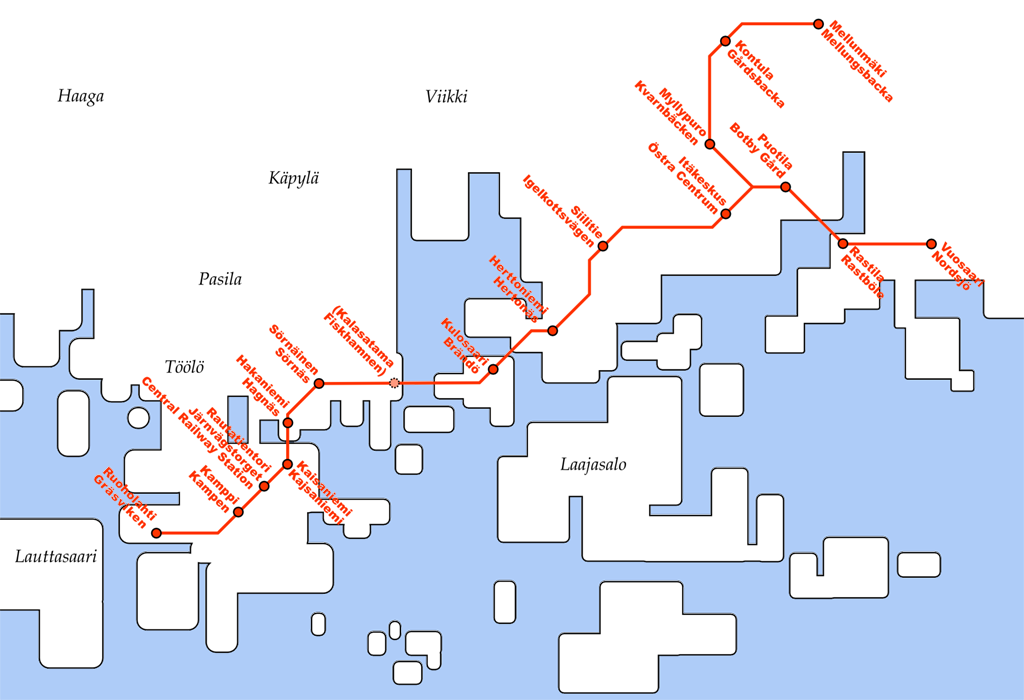
Mapa da rede em 2005, com Kalasatama ainda em construção.

Projecto de expansão a ocidente Länsimetro, onde Finnoo figura ainda como "Suomenoja".

| Troço (Oeste - Este)                        | Estações (em finlandês) | Estações (em sueco)     |
| ------------------------------------------- | ----------------------- | ----------------------- |
| Länsimetro - Fase II Kivenlahti – Matinkylä | Kivenlahti              | Stensvik                |
| Länsimetro - Fase II Kivenlahti – Matinkylä | Espoonlahti             | Esboviken               |
| Länsimetro - Fase II Kivenlahti – Matinkylä | Soukka                  | Sökö                    |
| Länsimetro - Fase II Kivenlahti – Matinkylä | Kaitaa                  | Kaitans                 |
| Länsimetro - Fase II Kivenlahti – Matinkylä | Finnoo                  | Finno                   |
| Länsimetro - Fase I Matinkylä - Ruoholahti  | Matinkylä               | Mattby                  |
| Länsimetro - Fase I Matinkylä - Ruoholahti  | Niittykumpu             | Ängskulla               |
| Länsimetro - Fase I Matinkylä - Ruoholahti  | Urheilupuisto           | Idrottsparken           |
| Länsimetro - Fase I Matinkylä - Ruoholahti  | Tapiola                 | Hagalund                |
| Länsimetro - Fase I Matinkylä - Ruoholahti  | Aalto-yliopisto         | Aalto-universitetet     |
| Länsimetro - Fase I Matinkylä - Ruoholahti  | Keilaniemi              | Kägeludden              |
| Länsimetro - Fase I Matinkylä - Ruoholahti  | Koivusaari              | Björkholmen             |
| Länsimetro - Fase I Matinkylä - Ruoholahti  | Lauttasaari             | Drumsö                  |
| Ruoholahti - Itäkeskus                      | Ruoholahti              | Gräsviken               |
| Ruoholahti - Itäkeskus                      | Kamppi                  | Kampen                  |
| Ruoholahti - Itäkeskus                      | Rautatientori           | Järnvägstorget          |
| Ruoholahti - Itäkeskus                      | Helsingin yliopisto     | Helsingfors universitet |
| Ruoholahti - Itäkeskus                      | Hakaniemi               | Hagnäs                  |
| Ruoholahti - Itäkeskus                      | Sörnäinen               | Sörnäs                  |
| Ruoholahti - Itäkeskus                      | Kalasatama              | Fiskehamnen             |
| Ruoholahti - Itäkeskus                      | Kulosaari               | Brändö                  |
| Ruoholahti - Itäkeskus                      | Herttoniemi             | Hertonäs                |
| Ruoholahti - Itäkeskus                      | Siilitie                | Igelkottsvägen          |
| Ruoholahti - Itäkeskus                      | Itäkeskus               | Östra centrum           |
| Itäkeskus - Mellunmäki                      | Itäkeskus               | Östra centrum           |
| Itäkeskus - Mellunmäki                      | Myllypuro               | Kvarnbäcken             |
| Itäkeskus - Mellunmäki                      | Kontula                 | Gårdsbacka              |
| Itäkeskus - Mellunmäki                      | Mellunmäki              | Mellungsbacka           |
| Itäkeskus - Vuosaari                        | Itäkeskus               | Östra centrum           |
| Itäkeskus - Vuosaari                        | Puotila                 | Botby gård              |
| Itäkeskus - Vuosaari                        | Rastila                 | Rastböle                |
| Itäkeskus - Vuosaari                        | Vuosaari                | Nordsjö                 |

### Nomes antigos
| Estação (nome actual)                                              | Nome antigo           |           |
| ------------------------------------------------------------------ | --------------------- | --------- |
| Helsingin-yliopisto Helsingfors universitet University of Helsinki | Kaisaniemi Kajsaniemi | 1995-2015 |
| Kalasatama Fiskehamnen                                             | — Fiskhamnen          | 2007-2015 |